# Bacinet

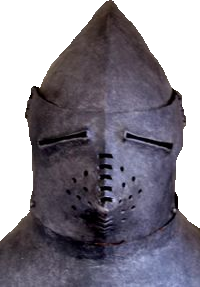
Bacinet del segle XIV

Un  bacinet  era un elm, al principi hemisfèric i més tard punxegut que cobria les orelles i el coll, amb careta o sense, que es va emprar a l'edat mitjana des del segle xi fins al primer terç del segle xv. Per a alguns ve aquest nom del llatí bàrbar  bacinetum , i altres creuen que el va agafar pel fet d'assemblar-se a un bací.
A la primeria en portaven els cavallers sota l'elm, no només com a reforç, sinó també perquè l'elm era tan feixc i incòmode que no es podia portar gaire temps, d'aquí el costum de llevar-se'l i suspendre'l de l'arçó de la sella, si no el portava l'escuder.
Per a no restar amb la cara descoberta, es va afegir el bacinet amb la careta i es va adoptar l'ús d'un bacinet petit, encoixinat amb sendal, seda o cotó, que es posava sota d'aquell. Per tal de donar-li una més gran subjecció, s'unia al gorjal de malles, mitjançant ferrets i per aquest motiu era ple de traus.

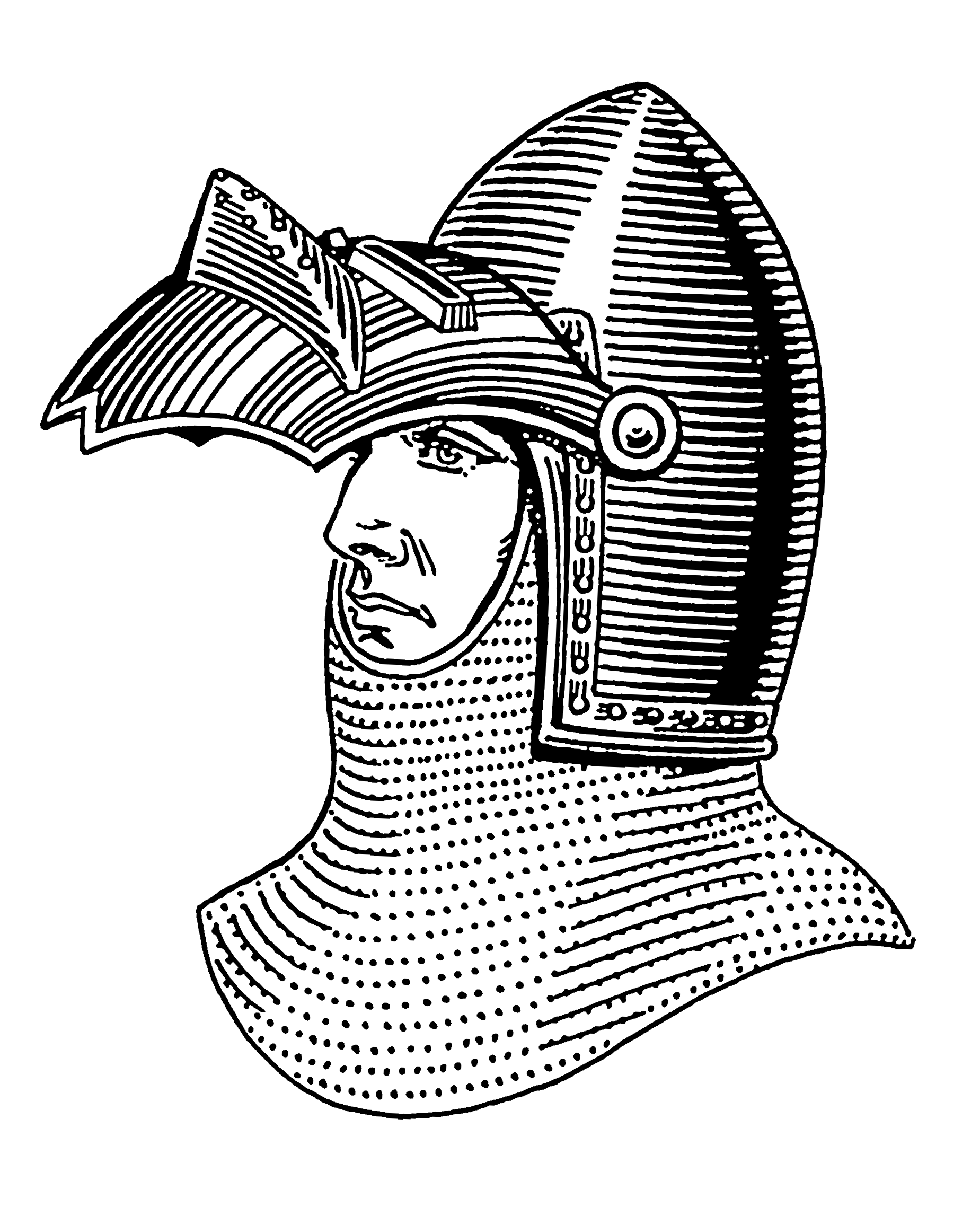
Soldat amb bacinet

El bacinet no es va fer punxegut ni es va afegir amb la careta fins al segle xiv i aquesta era la finalitat de l'elm distintiu dels combatents del carrer.
Quant a la careta, a França se'n van adoptar inicialment una en forma de trapa movible mitjançant dos pivots que la sostenien als costats. El 1310 va ser substituïda per una altra de forma cònica i el 1350 es va completar el bacinet amb una bavera, sobre la qual s'ajustava la careta deixant més protegida la cara. El darrer perfeccionament es va donar al bacinet cap al 1380 que va consistir a perllongar-lo fins que tingués com a punts de suport les espatlles i llavors també es va substituir la forma cònica de la careta per l'hemisfèrica.
A la península Ibèrica, el bacinet va tenir forma ovoide i punxeguda i careta plana. Aquest és el tipus que apareix en el famós còdex del segle xiv de la "Guerra Troyana" (Biblioteca de l'Escorial). Es van usar bacinets de tall sense careta i adornats amb pedreria i de vegades amb corona, com demostra una efígie del Príncep Negre.
Derivats d'aquest hi ha capells de ferro com l'elmet.

## Variacions
- Bacinet amb nasal . Bacinet amb protecció frontal per al nas que es va imposar al segle xii i que es va popularitzar a la península Ibèrica al segle xiii. Anava decorat amb figures geomètriques simples.[1]
- Bacinet de merlet . Eren més reforçats que els corrents i de molt general ús a Alemanya.